# Ратников, Пётр Петрович
Пётр Петро́вич Ра́тников (1918—1943) — лётчик-ас, участник Великой Отечественной войны. Герой Советского Союза (1943). Гвардии лейтенант.

## Биография
Родился в 1918 в деревне Мальцевка в крестьянской семье. Русский. Образование 7 классов. До призыва на военную службу работал в колхозе. В РККА с 1940 года. В том же году окончил Ульяновскую военную школу пилотов.
На фронтах Великой Отечественной войны с января 1942 года. Командир эскадрильи 53-го гвардейского истребительного авиационного полка 1-й гвардейской истребительной дивизии 16-й воздушной армии Центрального фронта гвардии лейтенант Ратников к июню 1943 совершил 220 боевых вылетов, провёл 85 воздушных боёв, сбил лично 11 и в составе группы 4 самолёта противника.

### Воздушный таран
24 июля 1943 года командир эскадрильи ст. лейтенант Ратников вылетел на разведку, и в небе у села Ломовец Орловской области встретил немецкий самолёт-разведчик ФВ-189. Петр решил атаковать противника, который корректировал огонь своей артиллерии и производил фотосъёмку переднего края.
Догнав «раму» и зайдя ей в хвост, Ратников дал несколько очередей. Но самолёт противника ловким манёвром стал уходить на свою территорию. У Ратникова кончились боеприпасы, и он решил идти на таран. Наземные войска, наблюдавшие за боем, видели, как Петр своим самолётом ударил в хвост врага. Немецкий разведчик-корректировщик развалился, но при таране смертью храбрых погиб и Ратников.
К моменту своей геройской гибели Пётр Ратников выполнил около 250 боевых вылетов, провёл более 90 воздушных боёв, сбил лично 17 и в группе 7 самолётов противника.
Звание Героя Советского Союза присвоено указом Президиума Верховного Совета СССР от 24 августа 1943 года.

## Награды
- Герой Советского Союза;
- орден Ленина;
- два ордена Красного Знамени;
- орден Отечественной войны 2-й степени;
- медаль «За оборону Сталинграда».

## Память
- Бюст П. П. Ратникова установлен на площади Победы в городе Каменка Пензенской области.
- Приказом министра обороны СССР его имя навечно занесено в списки личного состава воинской части.